# 貝希涅

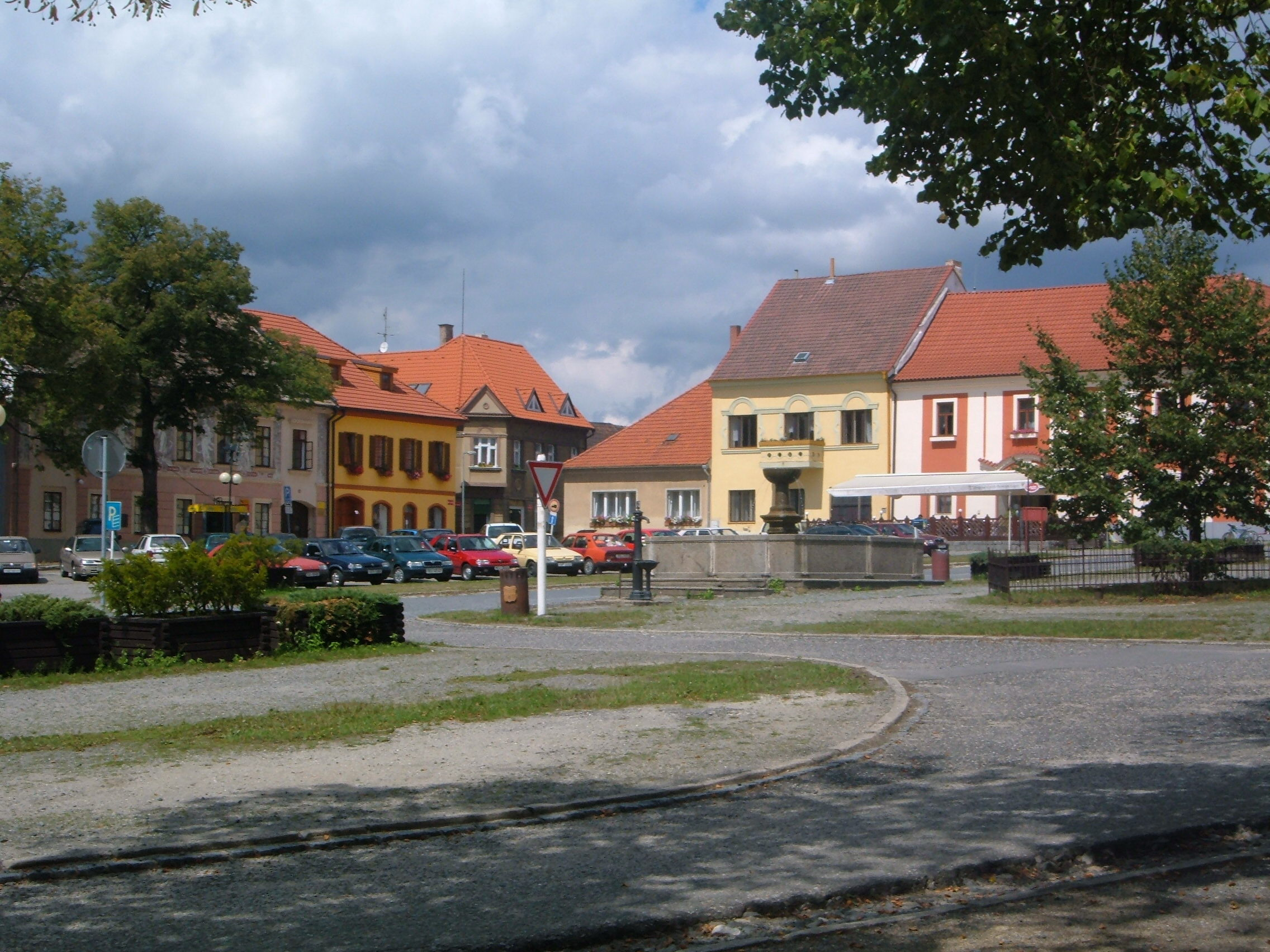

貝希涅是捷克的城鎮，位於該國西南部盧日尼采河，距離塔博爾20公里，由南摩拉維亞州負責管轄，面積21.20平方公里，海拔高度406米，2011年人口5,425。

## 外部連結
- Municipal website （页面存档备份，存于） （捷克文）